# Confort higrotèrmic
Es pot definir confort higrotèrmic, o més pròpiament comoditat higrotérmica, com l'absència de malestar tèrmic. En fisiologia es diu que hi ha confort higrotèrmic quan no han d'intervenir els mecanismes termoreguladors del cos per a una activitat sedentària i amb un lleuger abrigament. Aquesta situació pot registrar-se mitjançant índexs que no han de ser sobrepassats perquè no es posin en funcionament els sistemes termoreguladors (metabolisme, sudoració i altres).

## Fisiologia, ambient i confort
El cos humà està preparat per poder reaccionar davant els canvis climàtics, però aquestes reaccions li fan consumir energia metabòlica. La sensació de comoditat sorgeix de la generació d'un microclima que evita la reacció del cos estalviant despeses d'energia, que s'anomena termoregulació natural en oposició a l'obtingut amb una manta o abric que és un fenomen de termoregulació artificial.
La temperatura normal del cos és de 37 °C. En les malalties pot elevar fins als 41 °C o 42 °C (hipertèrmia) on es fa perillosa. El cos humà és molt sensible als augments de la temperatura interior i sol 5 o 6 graus de més poden causar danys molt importants i fins a la mort. Es toleren encara menys les baixes temperatures i als 35 °C (hipotèrmia) es comença a sentir somnolència fins a caure en una profunda letargia.
Asseguts en una habitació amb robes lleugeres i realitzant una activitat lleugera, la sensació de satisfacció tèrmica s'aconsegueix entre els 18 °C i 26 °C. La humitat relativa, a la qual usualment s'atribueix com a causa de la incomoditat, és menys significativa, ja que la tolerància del cos és gran, admet límits entre el 20 per cent i el 75 per cent
El cos és molt sensible als canvis de radiació. Si la temperatura és inferior a 18 °C però hi ha bon sol, de seguida se sent que la sensació de confort higrotèrmic augmenta. Aquest principi és usat per la calefacció tipus llosa radiant, terra radiant i pel sistema de radiadors. Però així com és agradable que el sol entri per una finestra a l'hivern, es torna desagradable a l'estiu.
Per comprendre què condiciona el benestar i la seva relació amb l'arquitectura s'ha d'assumir que el cos humà produeix calor i ho intercanvia amb l'ambient que l'envolta. Dins de l'organisme humà es produeixen transformacions químiques que mantenen amb la vida produint calor, mitjançant l'homeòstasi. Així hi ha una termodinàmica dels organismes vius. Aquest flux permanent d'energia es valora mitjançant l'índex metabòlic i varia segons el nivell d'activitat de les persones, segons l'edat, el sexe i l'estat psicològic.
- Metabolisme base: és l'energia necessària per al manteniment de la vida vegetativa (en dejú o en repòs), aprox. 81 Wh per a un home d'estatura mitjana.
- Metabolisme de repòs: és el metabolisme mínim, ja que l'anterior és experimental; 104 Wh.
- Metabolisme de treball: a més de les funcions del metabolisme base, comprèn les despeses energètiques motrius. El seu nivell depèn del tipus d'activitat; des de 104 Wh per a una tasca intel·lectual a 812 Wh per a un esforç físic intens.

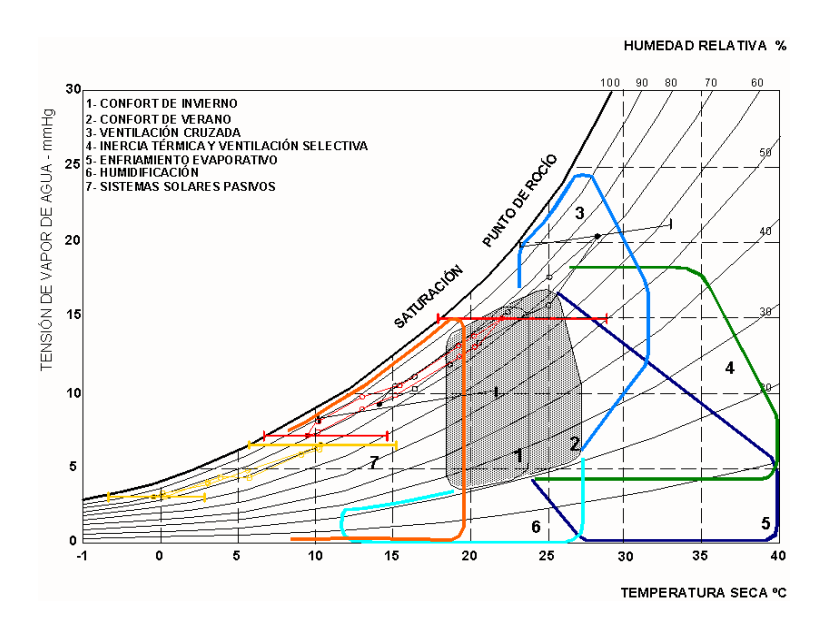
La figura mostra el Climograma de B. Givoni aplicat als climes humits de l'Argentina. S'indiquen des d'un clima molt càlid a un molt fred. Del climograma es poden extreure pautes disseny bioclimàtic per a una arquitectura sostenible.

## Els edificis i el confort higrotèrmic
Un organisme ha de mantenir-se en una temperatura constant, per evitar refredaments o escalfaments, amb aquest efecte posseeix mecanismes d'evacuació de la calor residual que són els normals d'intercanvi de calor.
Són els següents:
- Convecció: És la transmissió de calor de la pell al fluid ambient o al revés. El flux de calor és proporcional a un coeficient de convecció ia la diferència de temperatura entre l'aire i la pell, la velocitat de l'aire (vent) accelera la convecció (si es fa mitjançant un ventilador, es diu forçada o assistida).
- Conducció: És la transmissió de calor entre la superfície del cos i els elements de contacte. Aquest flux de calor depèn del coeficient de conductibilitat tèrmica d'aquests elements
- Radiació: És la transmissió de calor a través del medi ambient, principalment per radiació en l'infraroig. Aquest flux de calor és proporcional a la constant universal de radiació, al poder d'absorció de la pell (que és molt elevat) ia la diferència de temperatura entre la pell i les parets radiants.

- Evaporació: És la transmissió de calor unidireccional de l'organisme cap a l'aire ambient per l'evaporació cutània i respiratòria. Aquesta pèrdua de calor de l'organisme depèn de la quantitat de suor (aigua) evaporada i l'evaporació depèn de la velocitat de l'aire ambient, de la seva temperatura i de la pressió parcial de vapor d'aigua.

Mentre les tres primeres formes de transmissió es refereixen al calor sensible, l'evaporació es refereix al calor latent.Per tal que la temperatura interna de l'home romangui constant, el balanç tèrmic que contempla aportacions i pèrdues de calor per convecció, conducció, radiació i evaporació ha de romandre constant.
La sensació de confort higrotèrmic no depèn únicament de la temperatura de l'aire. El CH depèn de diversos factors: la radiació(o falta d'ella) dels materials circumdants i principalment de les parets de l'envoltant de l'edifici, és a dir, també la seva temperatura i la seva capacitat calorífica; la temperatura ambient de l'aire; la velocitat de l'aire (impedir o provocar una ventilació forçada, corrent d'aire, etc.) i la pressió parcial de vapor d'aigua o tensió de vapor de l'aire ambient.
Per tant, el confort higrotèrmic no es defineix solament per una temperatura i humitat relativa fixes. El fet que un ambient interior tingui un sistema de climatització, amb el termòstat fixat a 23 °C i 50 per cent d'humitat relativa, no suposa que la comoditat higrotèrmica sigui la requerida perquè també depèn d'altres paràmetres, com l'índex metabòlic i l'índex d'indumentària (abric).
El metabolisme base és l'energia necessària per al manteniment de la vida vegetativa (en dejú o en repòs), aprox. 81 Wh per a un home d'estatura mitjana.
Així des de principis del segle xx diversos autors van elaborar models de confort, sigui per respondre a mitjans termomecànics o a mitjançant mitjans naturals. En el primer cas es van elaborar els nomogrames de confort de l'Associació d'Enginyers dels Estats Units per avançar juntament amb els sistemes d'aire condicionat creats per Carrier i en el segon mitjançant tècniques de disseny passives que mantenen el confort amb el disseny de l'edifici i el seu envoltant. Els models més acceptats per la comunitat d'arquitectes i enginyers bioclimàtics són els elaborats pels germans Olgyay i per Baruch Givoni.